# Symbols
Pour les articles homonymes, voir Symbole (homonymie).
Symbols est un groupe brésilien de heavy metal, originaire de São Paulo, dans l'État de São Paulo. Ce groupe faisait participer Edu Falaschi, chanteur d'Angra et d'Almah.

## Biographie

### Débuts etSymbols(1997–1999)
Le groupe, originaire de São Paulo, est formé en 1997 par différents musiciens de la scène underground brésilienne. Rodrigo Arjonas (guitare) invite Marcello Panzardi (claviers) à le rejoindre dans son ancien groupe, qui avait un style proche de Symbols. Avec le temps, Rodrigo et Marcello ressentirent le besoin de trouver un chanteur plus à la hauteur de leurs ambitions. C'est ainsi qu'ils firent appel à Tito Falaschi pour prendre la place de chanteur et de bassiste.
Le groupe connait alors une phase de changements de line-up, qui aboutit à l'arrivée de Demian Tiguez (guitare) et Rodrigo Mello (batterie). Avec cette nouvelle formation, le groupe décida d'enregistrer un premier album. Tito Falaschi invita alors son frère, Edu Falaschi, à participer, en tant que second chanteur, sur l'un des titres du disque. Grâce à sa performance, Edu Falaschi intègre finalement Symbols, qui compte désormais deux chanteurs. C'est cette formation qui enregistre le premier album éponyme du groupe, sorti en 1998.

### Call to the End(2000–2004)
En 2000, fort de son premier essai, Symbols enregistre et publie un deuxième album, Call to the End, qui se distingue du précédent par plus de maturité musicale et de professionnalisme. L'album sera bien reçu tant au Brésil qu'à l'international. Mais Edu Falaschi reçoit une invitation d'Angra à venir remplacer le chanteur Andre Matos. Celui-ci accepte et Symbols perd son chanteur. Peu de temps après Tito Falaschi et Rodrigo Arjonas quittent à leur tour le groupe. Le 16 août 2003, le groupe joue au Volkana Bar.

### Faces(2005)
Demian Tiguez relève le défi d'assumer le poste de chanteur pour remplacer Edu Falaschi, toujours accompagné de Rodrigo Mello, et de deux nouveaux membres, César Talarico (basse) et Fabrízio Di Sarno (Karma, Shaman – claviers). Symbols enregistre un troisième disque studio en 2005, Faces. Malgré les changements importants dans la formation du groupe, celui-ci garde le même cap musical, tout en rajoutant à son heavy metal quelques influences de hard rock des années 1970. Edu Falaschi vient rendre visite à ses anciens camarades en interprétant le dernier titre du CD, Bright Times.

### Brève réunion (2012)
En novembre 2012, le groupe confirme un concert de réunion avec sa formation classique. Ils se présentent pour une dernier concert le 23 décembre avec Edu Falaschi, Tito Falaschi (basse, chant), Demian Tiguez (guitare), Rodrigo Arjonas (guitare) et Rodrigo « Indian » Mello (batterie).

## Membres

### Derniers membres
- Demian Tiguez - guitare, chant
- Fabrizio Di Sarno - claviers
- César Talarico - basse
- Rodrigo Mello - batterie

### Anciens membres
- Edu Falaschi - chant
- Rodrigo Arjonas - guitare
- Marcello Panzardi - claviers
- Tito Falaschi - basse, chant

## Discographie
- 1998 : Symbols
- 2000 : Call to the End
- 2005 : Faces